# さいたま市水道局
さいたま市水道局（さいたましすいどうきょく）は、さいたま市の地方公営企業である。水道局として上水道事業を行う。

## 概要
さいたま市発足にともない「さいたま市水道部」として2001年（平成13年）に設立、2003年（平成15年）に現在の組織に改組されて、2005年（平成17年）に岩槻市の編入にともない岩槻市水道部（1960年に岩槻市水道課として設立）を統合した。
前身となる組織は、それより67年前の1934年（昭和9年）に浦和市、大宮町、与野町、六辻村、三橋村の共同で埼玉県南水道組合（のちに埼玉県南水道企業団）を立ち上げ、水道事業を行っていた（組合事務所は浦和浄水場）。この頃から後の浦和、大宮、与野の3市合併の原点となる「大埼玉市構想」があり、先に水道事業が統合した形である。
当初は地下水をくみ上げ、浄水場を通して配水していたが、現在は主に埼玉県営水道から受水した浄水を配水している。その多くは大久保浄水場が荒川で取水した水であるが、岩槻区は庄和浄水場が江戸川で取水した水である。それに伴い浄水場から配水場への改修が行われた。現在でも一部の配水場には地下水の浄水施設が併設され、南浦和浄水場などの浄水場は残っており、わずかながら地下水も配水している。だが、2021年に策定した「さいたま市水道事業長期構想（2021－2030）」と「さいたま市水道施設再構築計画」で、北浦和浄水場、南浦和浄水場、高鼻浄水場、金重配水場の廃止が打ち出された。その代替として、相野原配水場に地下水の浄水施設一式を増設することにしている。
水道針ヶ谷庁舎の第一庁舎は耐震基準を満たしておらず、仮庁舎を水道庁舎として浦和浄水場跡地に建設した。移転後に第一庁舎を解体して新庁舎を建設する予定である。水道庁舎のほかに市内には南部水道営業所（旧浦和水道営業所。水道針ヶ谷庁舎内）と北部水道営業所（旧大宮水道営業所。高鼻浄水場内）がある。旧浦和水道営業所（浦和浄水場）には水道記念館があったが、2003年3月31日に閉館した。

## 歴史
- 1934年（昭和9年）3月 - 当時としては珍しく広域事業として5市町村（浦和市、大宮町、与野町、六辻村、三橋村）による埼玉県南水道組合を県庁内に設置。
  - 昭和初期は飲料水を浅井戸（深さ10 - 30mほどの地下水）に頼っていたが、赤痢やコレラなどの感染症への不安、水不足の多発などで、上下水への期待が高まった。
- 1935年（昭和10年）6月 - 本庁舎を旧浦和浄水場の場所に新築。
- 1937年（昭和12年）4月1日 - 浦和浄水場、大宮浄水場を拠点として給水を開始[3]。浦和浄水場に隣接して浦和水道営業事務所を設置。設立当初の給水人口は約1万5000人、1日最大給水量は4400立方メートル、普及率は13.4％であった。
- 1939年（昭和14年） 11月 - 現在NHKさいたま放送局（浦和区常盤六丁目）がある場所に本庁舎を移転。
- 1944年（昭和19年）度 - 総戸数の4分の1である9700戸が水道を利用し、給水人口は約5万3000人、一日最大給水量は1万3000立方メートル、普及率29パーセントであった。
- 1952年（昭和27年） - 北浦和浄水場が給水を開始[4]。
- 1954年（昭和29年）度から - 第一期拡張事業を開始。合併による市域の拡大、給水人口・給水量の増大に対応するため、拡張事業が行われる。
- 1955年（昭和30年） - 南浦和浄水場が給水を開始[5]。
- 1957年（昭和32年） - 高鼻浄水場が給水を開始[6]。
- 1959年（昭和34年）度から - 第二期拡張事業を開始。東浦和浄水場が給水を開始[7]。
- 1960年（昭和35年） - 日進浄水場が給水を開始[8]。
- 1961年（昭和36年） - 土合浄水場が給水を開始[9]。
- 1962年（昭和37年）
  - 10月 - 埼玉県南水道企業庁に改称。
  - 12月 - 与野浄水場が給水を開始。
- 1963年（昭和38年） - 尾間木浄水場が給水を開始[10]。
- 1964年（昭和39年） - 東大宮浄水場が給水を開始[11]。
- 1965年（昭和40年）8月 - 本庁舎を浦和市針ヶ谷一丁目に移転。また、大宮市植水地区の簡易水道事業（施設が簡易ということではなく、計画給水人口が5000人以下の水道事業を言う。1959年給水開始）を統合する。これに伴い、簡易水道の浄水場は植水浄水場に改称されたが、後年浄水を休止して取水井は予備水源となる。2009年に廃止となった。
- 1967年（昭和42年）1月 - 埼玉県南水道企業団に改称。
- 1968年（昭和43年） - 埼玉県営水道の送水開始とともに、荒川の水を県営大久保浄水場で浄化し、その浄水を受け入れることとなる。また、送水開始に合わせて、大久保浄水場からの給水の拠点となる西部配水場（県営水道受水専用）が給水を開始[12]。
  - 創設時から地下水源を利用してきたが、昭和20年代末頃から江東区から埼玉県南部一帯にかけての豊富な地下水を求め工場が多数進出し、工場用と上水用の深井戸（30m以上の地下水を利用）からの揚水が増加し、地下水位の低下による地盤沈下が深刻化していた。そのため埼玉県では地下水ではなく、利根川や荒川の水を水源とする工業用水道、水道水用水供給事業を計画した。
- 1969年（昭和44年） - 東部配水場（地下水浄水施設を併設）が給水を開始[13]。その後一部の浄水場は順次配水場に改修されていく。
- 1970年（昭和45年）度から - 第三期拡張事業（計画給水人口68万人、計画1日最大給水量34万立方メートル）を開始。ますます需要が増加したため、配水場の新築、既存配水場の拡張を実施。
  - 県営水道から受水を開始した前後の1965年（昭和40年）度から10年間は、普及率の伸びが30パーセントと水道の高普及率化に拍車がかかったが、1972年（昭和47年）、1973年（昭和48年）に連続して渇水による給水制限が行われるなど、水源の開発が需要増加に追いつかない状況も現れた。
- 1973年（昭和48年）3月 - 与野浄水場を廃止。取水井を西部配水場に移管し、地下水浄水施設を増設。
- 1974年（昭和49年）
  - 7月 - 40周年を記念して浦和水道営業所が新築され、隣接する浦和浄水場の配水棟の下に水道記念館が開館。配水タンクは改造されて展望台として開放された。
  - 8月 - 南部配水場（地下水浄水施設を併設）が給水を開始[14]。
- 1975年（昭和50年） - 北部配水場（地下水浄水施設を併設）が給水を開始。
- 1976年（昭和51年）度から - 第四期拡張事業（計画給水人口80万人、計画1日最大給水量40万立方メートル）を開始。既存配水場の拡張、老朽管などの改良工事が本格化した。
- 1981年（昭和56年） - 尾間木浄水場に県営水道受水施設を増設し[10]、尾間木配水場に改称。
- 1983年（昭和58年）度 - 生活様式の変化や下水道普及により、給水人口76万人、普及率94.9％となる。また、荒川で隔てられている大宮市馬宮地区の簡易水道事業（1969年給水開始）を統合する[15]。これに伴い、簡易水道の浄水場は馬宮浄水場に改称され、1985年に県営水道受水施設を増設する。後年、地下水浄水施設の全てを廃止した。
- 1984年（昭和59年）度から - 第五期拡張事業（計画給水人口92万3000人、計画1日最大給水量44万5000立方メートル）を開始。相次ぐ拡張により水需要に対応した施設能力を確保したが、さらなる需要増加が見込まれ拡張を決定した。この拡張では地震、渇水時でも安定供給可能な配水池増設や災害用貯水タンク設置なども行われた。
- 1988年（昭和63年） - 白幡配水場（県営水道受水専用）が給水を開始[16]。
- 1992年（平成4年）- 深作配水場（地下水浄水施設を併設）が給水を開始[17]。
- 1993年（平成5年）度 - 給水人口94万7786人、1日最大給水量39万1170立方メートル、普及率は99.9パーセントに達する。
- 1994年（平成6年）度から - 第六期拡張事業（計画給水人口106万人、計画1日最大給水量50万立方メートル）を開始。まだ水需要は緩やかな増加傾向にあると判断されたためである。1995年（平成7年）の阪神・淡路大震災を契機に、より一層の災害への対応を強化することとなり、老朽管の取り換え、耐震化、非常災害用井戸の設置、他水道事業体との災害時相互応援協定の締結などを行う。
- 1999年（平成11年） - 大宮浄水場に県営水道受水施設を増設し[3]、大宮配水場に改称。
- 2000年（平成12年）さいたま新都心の建設に伴い、新都心配水場（県営水道受水専用）が完成[18]。
- 2001年（平成13年）5月1日 - 浦和市・大宮市・与野市が合併し、さいたま市が発足。さいたま市水道部となる。浦和営業所は南部水道営業所に、大宮営業所は北部水道営業所に名称変更される。
- 2003年（平成15年）4月1日- さいたま市が政令指定都市に移行。さいたま市水道局に名称変更。また老朽化のため水道記念館を廃止、その後解体。
- 2005年（平成17年）4月1日 - 岩槻市がさいたま市に編入合併される。岩槻市水道部を統合し、金重浄水場（1969年に給水開始。1974年に県営水道受水施設を増設）、南下新井浄水場（1971年に給水開始。1977年に県営水道受水施設を増設）、相野原浄水場（県営水道受水専用。1998年に給水開始）を引き継ぐ。
- 2006年（平成18年） - 岩槻区内のすべての浄水場と馬宮浄水場の呼称を「配水場」に改称する。
- 2014年（平成26年） - 浦和浄水場が廃止。南部営業所を北浦和浄水場内に移転。取水井の一部は土合浄水場に移管。
- 2016年（平成28年） -  本庁舎を浦和区常盤六丁目の浦和浄水場跡地に移転。
- 2021年（令和3年）11月30日 - 南浦和浄水場が稼働停止。

## 水道施設
- 水道庁舎 - 旧浦和浄水場敷地内。仮設の庁舎で業務中。
- 水道針ヶ谷庁舎 - 北浦和浄水場敷地内。かつては第一庁舎と第二庁舎があった。現在、第一庁舎は解体され、旧第二庁舎を針ヶ谷庁舎として業務中。南部水道営業所（さいたま市発足前は県南水道浦和水道営業所）が入居。
- 北部水道営業所 - 高鼻浄水場敷地内（さいたま市発足前は県南水道大宮水道営業所）
- 水道総合センター
- 配水管理事務所 - 東部配水場敷地内

西区
- 馬宮配水場
- 北部配水場

北区
- 日進浄水場
- 高鼻浄水場

大宮区
- 大宮配水場
- 新都心配水場

見沼区
- 東大宮浄水場
- 深作配水場
- 東部配水場

桜区
- 土合浄水場
- 西部配水場

浦和区
- 北浦和浄水場（水道針ヶ谷庁舎内）
- 東浦和浄水場

南区
- 南浦和浄水場
- 白幡配水場

緑区
- 尾間木配水場
- 南部配水場

岩槻区
- 南下新井配水場
- 金重配水場
- 相野原配水場

## 水道事業ガイドラインにおける主な指標
2014年（平成26年）度。 数値 は1位、 数値 は3位以内、 数値 は最下位から3位以内、 数値 は最下位
| 指標                                  | 1位（2位） 数値         | さいたま市の順位 数値 | 最下位(17位) 数値     |
| ------------------------------------- | ----------------------- | --------------------- | --------------------- |
| 自己保有水源率                        | 札幌市 他２事業体 100   | 7位 34.3              | 大阪市 他４事業体 0.0 |
| 水質検査箇所密度 (箇所/100㎞2)        | 京都市 23.4             | 6位タイ 14.7          | 札幌市 2.1            |
| 直結給水率                            | 札幌市 98.7             | 13位 72.5             | 福岡市 47.1           |
| 鉛製給水管率                          | 札幌市 他２事業体 0.0   | 9位タイ 2.1           | 京都市 20.2           |
| 普及率                                | 東京都 他５事業体 100.0 | 7位タイ 99.9          | 浜松市 96.5           |
| 経年化設備率                          | 静岡市 24.0             | 6位 41.4              | 北九州市 68.3         |
| 経年化管路率                          | 札幌市 7.5              | 1位 6.6               | 大阪市 43.3           |
| 管路の更新率                          | 東京都 1.98             | 12位 0.84             | 神戸市 0.41           |
| 配水池耐震施設率                      | 福岡市 91.2             | 10位 69.6             | 札幌市 15.9           |
| 管路の耐震化率                        | 東京都 36.9             | 1位 43.1              | 北九州市 5.3          |
| 経常収支比率                          | 札幌市 131.5            | 3位 122.7             | 川崎市 98.9           |
| 給水収益に対する 減価償却費の割合     | 川崎市 22.1             | 6位 28.3              | 北九州市 50.3         |
| 給水収益に対する 企業債残高の割合     | 東京都 88.6             | 8位 226.9             | 京都市 582.0          |
| 供給単価 (円)                         | 浜松市 126.3            | 16位 213.3            | 福岡市 218.0          |
| 給水原価 (円)                         | 静岡市 118.1            | 14位 188.8            | 仙台市 203.2          |
| 1箇月当たり家庭用料金 (円/20m3使用時) | 大阪市 2,073            | 16位 3,229            | 札幌市 3,585          |
| 有収率                                | 福岡市 96.2             | 3位 95.5              | 大阪市、京都市 87.3   |
| 自己資本構成比率                      | 浜松市 98.5             | 4位 66.3              | 京都市 27.9           |
| 水道施設見学者割合 (人/1000人)        | 京都市 75.8             | 17位 0.4              | 堺市 0.1              |
| 配水量1m3当たり 電力消費量 (kWh/m3)   | 堺市 0.04               | 8位 0.23              | 東京都 0.53           |
| 料金未納率                            | 広島市 2.2              | 16位 9.4              | 札幌市 10.5           |
| 管路の事故割合 (件/100㎞)             | 札幌市 0.5              | 1位タイ 0.5           | 京都市 15.1           |
| 給水管の事故割合 (件/1000件)          | 札幌市 0.7              | 15位 5.9              | 京都市 9.8            |
| 消火栓設置密度 (基/㎞)                | 川崎市 8.2              | 15位タイ 3.4          | 札幌市、浜松市 2.9    |

東京都と政令指定都市のうち、県営水道から給水する千葉市・相模原市・熊本市を除く18事業体の順位

## 市民開放施設
- 水とやすらぎの広場（大宮配水場内）[20]
- 水とスポーツ公園・深作ゲートボール場・深作庭球場（深作配水場内）[20]
- 水とふれあいの広場・上峰ゲートボール場兼グラウンドゴルフ場（旧与野浄水場跡）[20]
- 水といこいの広場・白幡ゲートボール場（白幡配水場内）[20]
- 宝来庭球場（北部配水場内）